# Tepelenski distrikt
Tepelenski distrikt (albanski: Rrethi i Tepelenës) je jedan od 36 distrikata u Albaniji, dio Gjirokastërskog okruga. Po procjeni iz 2004. ima oko 32.000 stanovnika, a pokriva područje od 817 km². 
Nalazi se na jugu države, a sjedište mu je grad Tepelenë. Distrikt se sastoji od sljedećih općina:
- Buz
- Memaliaj
- Krahës
- Kurvelesh
- Lopës
- Luftinjë
- Memaliaj
- Qendër
- Qesarat
- Tepelenë